# Phylloxeridae
Phylloxeridae is een kleine familie van plantparasitaire halfvleugelige die nauw verwant zijn aan bladluizen met slechts 75 beschreven soorten. Deze groep bestaat uit twee onderfamilies (Phylloxerininae en Phylloxerinae) en 11 geslachten waarvan er één fossiel is. De Phylloxeridae-soorten worden meestal phylloxerans of phylloxerids genoemd.

## Geschiedenis en verspreiding
De eerste vermelding van soorten van de familie was in Aphidoidea door Latreille is 1802. In 1857 beschreef Herrich-Schaeffer de familie en noemde deze groep 'Phylloxeriden'. Lichtenstein was de eerste die het woord 'Phylloxeridae' gebruikte in 1883. Ze hebben een wereldwijde verspreiding, maar lijken afkomstig te zijn uit een gematigd klimaat, aangezien ze meer divers zijn in gematigde klimaten en hun aanpassing aan het tropische leven waarschijnlijk van secundaire aard is.

## Gedrag en ecologie
Phylloxerans zijn bladluisachtige insecten die voorkomen op loofbomen en meerjarige fruitgewassen. Ze voeden zich met bladeren en wortels en zijn cecidogeen, wat betekent dat ze gallen veroorzaken. Ze hebben zeer complexe levenscycli met cyclische parthenogenese en gastheerwisseling. In grote lijnen komt een vrouwelijke fundatrix uit een overwinterend ei op de primaire gastheer, meestal een houtachtige plant, voordat de knop barst en een galvorming op de jonge bladeren stimuleert. Gevleugelde nakomelingen in de volgende of derde generatie migreren in het voorjaar naar de secundaire gastheer (meestal een kruidachtige). Dan kunnen er vele gevleugelde en vleugelloze generaties op de secundaire gastheer worden geproduceerd voordat gevleugelde migranten in de herfst terugkeren naar de primaire gastheer. Mannetjes en parende vrouwtjes paren op de wintergastheer en produceren overwinterende eieren.
In de familie Phylloxeridae zijn sommige soorten holocyclisch (wat betekent dat ze zowel aseksuele als seksuele generaties voortbrengen), terwijl sommige anholocyclisch zijn (alleen aseksuele generaties voortbrengen). Soorten van deze familie leven in de gallen op de waardplanten en ook in de spleten van blaffen.

## Economisch belang
Phylloxeriden kunnen ziekten overbrengen op planten. Hun belang is historisch nog meer waarneembaar. In feite wordt Daktulosphaira vitifoliae (druif phylloxera) beschouwd als de economisch meest belangrijke insectenplaag van commerciële wijnstokken Vitis wereldwijd. Aan het einde van de 19e eeuw vernietigde de phylloxera-epidemie bijna alle Europese druiven en ze konden het probleem alleen oplossen door wijnstokken uit de VS te planten en vervolgens Europese wijnstokken op Amerikaanse wortels te enten.

## Morfologie
De phylloxeran-soorten zijn zeer kleine tot zeer kleine insecten. Bovendien is er een hoog polymorfisme in de familie Phylloxeridae waardoor het soms moeilijk is om de leden ervan te identificeren. Ook kunnen ze vrij gemakkelijk worden verward met verwante insecten zoals echte bladluizen. De belangrijkste kenmerken die worden gebruikt om ze te onderscheiden van hun verwanten en van andere insecten zijn de nerven van de vleugels, de legboor en enkele kenmerken van hun antennes. Phylloxerans hebben een antenne met drie segmenten in alle vormen (zowel volwassen als onvolwassen). De vleugels worden in rust plat over het lichaam gehouden en de Cu1 en Cu2 van de voorvleugels worden aan de basis gesteeld. Het flagellum eindigt altijd in een sensorium (of rhinaria) en volwassen vrouwtjes kunnen een of twee extra sensorialen op het flagellum hebben. Eierleggende vrouwtjes en mannetjes hebben rudimentaire monddelen en zijn vleugelloos. Wat betreft de onvolgroeide, de nimfen lijken op volwassenen, maar hebben nooit het secundaire sensorium. Ook de onvolgroeide geslachten hebben een unieke niet-voedende pupiforme larve. Phylloxerans kunnen worden onderscheiden van Adelgidae door het feit dat ze een vulva hebben in plaats van een gesclerotiseerde legboor, en meestal de wasklieren of platen missen. Ze kunnen ook worden onderscheiden van bladluizen omdat ze drie nerven hebben, terwijl bladluizen 4-6 nerven hebben.

## Taxonomie/fylogenie
Phylloxeridae maakt deel uit van de orde Hemiptera en onderorde Sternorrhyncha. Maar er is veel controverse als het gaat om zijn positie en fylogenie binnen deze lijn, vooral met betrekking tot zijn verwanten, namelijk Adelgidae en Aphidida. In het verleden zijn Adelgidae, Aphididae en Phylloxeridae hierboven genoemde families bij elkaar geplaatst in dezelfde superfamilie Aphidoidea.
Over het algemeen worden Phylloxeridae samen met Adelgidae in de superfamilie Phylloxeroidea geplaatst. In feite zijn bionomische overeenkomsten, zoals de eierleggende parthenogenetische vrouwtjes die in deze twee groepen worden waargenomen, en morfologische kenmerken (bijv. vermindering van venatie op de voorvleugel, vermindering van antennesegmenten) gebruikt bij de studie van hun fylogenie, wat suggereert dat ze nauw verwant zijn en leiden tot hun plaatsing als zustergroepen in Phylloxeroidea. Phylloxeridae vormen samen met Adelgidae de eierleggende bladluizengroep die monofyletisch is en de zustergroep is van Aphidoidea (andere bladluizen).